# Tonoscopio

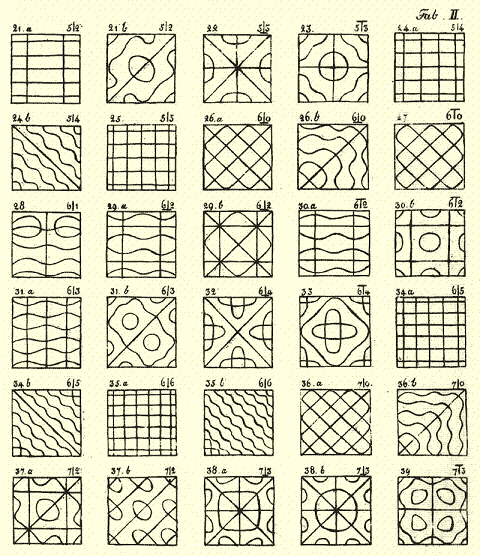
Esempi di figure ottenute da Ernst Chladni.

Il tonoscopio è uno strumento che permette alle vibrazioni sonore, sia naturali che generate elettronicamente, inclusa quindi la voce umana, di produrre immagini tramite l'uso di risonatori, membrane o lastre vibranti, e la tendenza della sabbia a disporsi in determinate configurazioni, dipendenti dai diversi modi di vibrazione. Lo studio e l'utilizzo del fenomeno, già in auge nel XIX secolo, grazie ai lavori di Ernst Chladni, può giovarsi dell'eventuale ausilio di sistemi di trasduzione e amplificazione. Il termine tonoscopio viene generalmente associato a quest'ultimo tipo di implementazione, che nel XX secolo è stata anche utilizzata, in un ambito extra-scientifico, da Hans Jenny.  

## Fisica dello strumento

Illustrazione di un modo di oscillazione di una membrana. L'ampiezza dell'oscillazione è nulla lungo le linee nodali radiali e sul bordo esterno.

Le vibrazioni provenienti dalla sorgente sonora vengono trasmesse a un tubo di risonanza alla cui estremità è posta una membrana oppure una lastra metallica, che svolgono, in entrambi i casi, la funzione di membrana vibrante. 
Sulla membrana è posta della sabbia che, sollecitata dalle vibrazioni, tende a disporsi secondo figure regolari, che sono il riflesso fisico della teoria matematica delle onde: nelle particolari condizioni al contorno, determinate dal vincolo presente sul bordo della membrana, l'equazione delle onde prevede l'esistenza di ben determinati modi di vibrazione, secondo precise frequenze, che sono le soluzioni particolari dell'equazione differenziale dalla cui sovrapposizione emerge la soluzione generale. La sabbia, sollecitata dalle vibrazioni e dalla gravità, tende a disporsi lungo l'intorno delle linee nodali, cioè quelle linee matematiche sulle quali l'intensità dell'oscillazione è virtualmente nulla.
Il fenomeno è molto noto per essere ampiamente utilizzato dalla documentaristica divulgativa per rendere visualizzabili gli effetti e le caratteristiche delle onde confinate. Nel XIX secolo fu studiato a fondo dal fisico tedesco Ernst Chladni che lo utilizzò appunto per rivelare i modi di vibrazioni di lastre e membrane.
Rispetto agli studi ottocenteschi, lo strumento può essere attualmente implementato mediante uso di trasduttori elettroacustici (microfoni e altoparlanti) e di amplificatori.

## Arte e pseudoscienza
Il nome tonoscopio, e il suo utilizzo, sono spesso collegati alla figura di Hans Jenny, un medico tedesco di scuola steineriana, che se ne servì per fondare la teoria pseudoscientifica che va sotto il nome di cimatica. 
Le complesse figure ottenibili, grazie all'elevato grado di simmetria posseduto, possono essere oggetto di interesse, a fini artistici e creativi, nell'ambito delle arti visive. 